# Giuseppe Aldrovandini
Pour les articles homonymes, voir Aldrovandini.
Giuseppe Antonio Vincenzo Aldrovandini (né le 8 juin 1671 à Bologne et mort le 9 février 1707 dans la même ville) est un compositeur, maître de chapelle et professeur de chant italien.

## Biographie
Giuseppe Aldrovandini étudie avec Giacomo Antonio Perti, qui lui donne des leçons de composition et de contrepoint.
En 1691, il compose sa première œuvre, l'oratorio La guerra in cielo et en 1695 devient membre de l'Accademia Filarmonica di Bologna, dont il est nommé « directeur » en 1701.
En 1696, il fait ses débuts comme compositeur d'opéras dans sa ville natale avec le scherzo giocoso « Gl'inganni amorosi scoperti in villa. »
À partir de ce moment jusqu'à son décès, survenu prématurément à 35 ans, il met en scène diverses œuvres théâtrales, en privilégiant celles de caractère sérieux. À partir de 1702, il est compositeur honoraire du duc de Mantoue et maître de chapelle de l' Accademia dello Spirito Santo de Ferrare. Il meurt noyé dans un canal de Bologne alors qu'il se préparait pour aller à Venise.
Stylistiquement Aldrovandini appartient à l'école bolonaise vocale et instrumentale de la fin du XVIIe siècle. Ses opéras, surtout dramatiques, sont représentés dans toute l'Italie; il a aussi composé trois opéras bouffes qui ont eu une certaine importance pour le développement de ce genre. Il est très estimé comme professeur de chant, au point que le prince Ferdinand de Médicis demande à ses propres chanteurs d'aller étudier auprès du compositeur bolonais.